# Яґлово
Яґлово (пол. Jagłowo) — село в Польщі, у гміні Штабін Августівського повіту Підляського воєводства.
Населення — 127 осіб (2011).
У 1975-1998 роках село належало до Сувальського воєводства.

## Демографія
Демографічна структура станом на 31 березня 2011 року:
|          | Загалом | Допрацездатний вік | Працездатний вік | Постпрацездатний вік |
| -------- | ------- | ------------------ | ---------------- | -------------------- |
| Чоловіки | 66      | 17                 | 40               | 9                    |
| Жінки    | 61      | 10                 | 29               | 22                   |
| Разом    | 127     | 27                 | 69               | 31                   |